# 泰门-林根瓦尔德
泰门-林根瓦尔德（德語：Temmen-Ringenwalde）是德国勃兰登堡州的一个市镇，隶属于乌克马克县。总面积为63.32平方千米，截至2020年总人口为509人。